# 55 Water Street
55 Water Street je mrakodrap v newyorské čtvrti Manhattan. Má 53 podlaží a výšku 209 metrů. Výstavba probíhala v letech 1969 - 1972 podle návrhu firmy Emery Roth & Sons. V budově se nachází kancelářské prostory. Po svém dokončení v roce 1972 se stal největší kancelářskou budovou na světě.